# Вальдовский, Ян Матисович

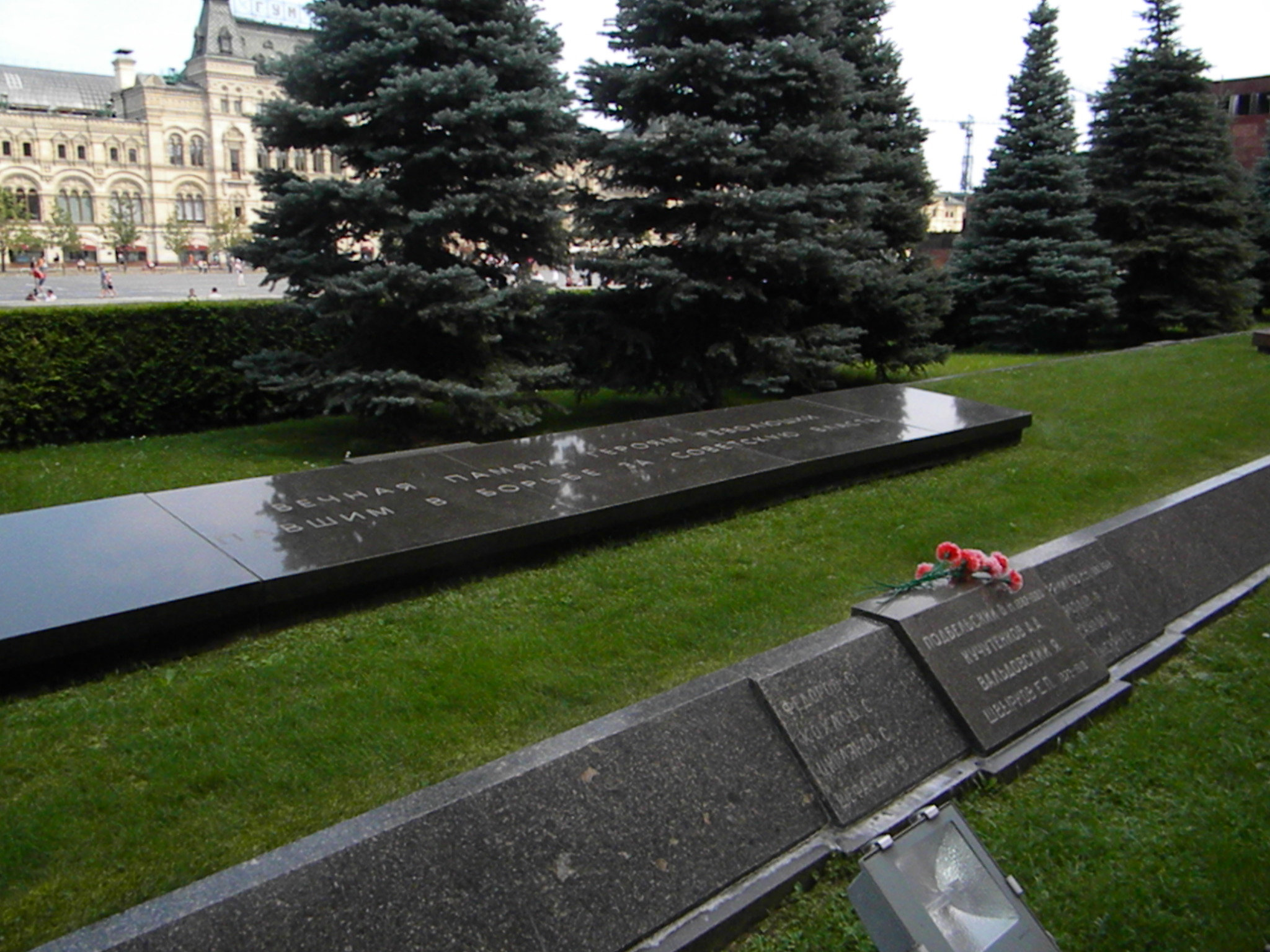
Надгробная плита у Кремлёвской стены

Ян Матисович Вальдовский (10 декабря 1879, Добленский уезд, Курляндская губерния — 10 ноября 1917, Москва) — красногвардеец Лефортовского района.

## Биография
В 1905 году возглавлял боевую дружину проволочного завода Беккера в Либаве.
В 1908 году рижским судом приговорен к 15 годам каторги.
После Февральской революции освободился и приехал в Москву.
Рабочий завода «Проводник».
29 октября 1917 года, во время штурма кадетских корпусов в Лефортово, получил ранение в ногу.
10 ноября 1917 года скончался в Генеральном военном госпитале от ран.
Похоронен 17 ноября 1917 года у Кремлёвской стены.